# Benedikt Kuripečić
Benedikt Kuripečić (Kuripešić), germanizirano Curipeschitz (Gornji Grad u Štajerskoj, početak 16. st. – ?), putopisac

## Životopis
Bio je tumač za latinski jezik. Podanik ljubljanske biskupije iz Gornjega Grada. Kad su Nikola Jurišić i Jožef Lamberg po narudžbi cara Ferdinanda I. putovali 1530. u Carigrad k sultanu Sulejmanu II: sklopiti primirje, za tumača su uzeli Kuripešića, humanistički obrazovanog tumača. S ovim je visokim izaslanstvom rimsko-njemačkog cara Ferdinand I. putovao je k osmanskom sultanu Sulejmanu II. od 1530. do 1531. iz Beča u Carigrad.
Na carigradskom dvoru nije bilo govornika latinskog, pa se pregovaralo na hrvatskom jeziku. Potom je Kuripešić Jurišićeve i Lambergove prijedloge prevodio na latinski.  Na povratku je prošao kroz Bosnu. Put kroz Bosnu opisao je u knjizi Itinerarij ili putopis izaslanstva kraljevskoga veličanstva u Konstantinopol turskomu caru Sulejmanu. Godine 1530 (Itinerarium oder Wegrayss Küniglich Mayestät Botschafft gen Constantinopel zu dem Türkischen Keiser Soleyman. Anno 1530, 1531). Kuripešićevo je djelo obogaćeno drvorezima na kojima su prikazi bosanskih tvrđava. Putopis je vrijedan povijesni izvor, jer je jedan od najstarijih opisa Bosne pod osmanskom vlašću.
Bosnom je putovao od 27. kolovoza do 20. rujna. Prošao je Bosanskim pašalukom, od Kladuše do Zvečaja na Kosovu. Kuripečićev putopis pun je dragocjenih podataka koji nisu samo topografski. Na primjer, opisuje "Donju" i "Gornju Bosnu" kojima za granicu stavlja Vrhbosnu, tj. Sarajevsko polje, ali samo Sarajevo ne spominje. Čini se da je poznavao ćirilicu, jer je preveo dva grobna napisa sa stećaka. Putem se služio svojim rodnim jezikom koji je zajedno s jezikom naroda u Bosni, Srbiji i Bugarskoj nazivao "vindskim" (windisch) tj. slovenskim. Zato je u usmenom dodiru s ljudima mogao provjeravati si dojmove. Sasvim je izvjesno da su ga zacijelo pomogli i neki hrvatski plemići priključeni poslanstvu.
Vrijedna su Kuripečićeva svjedočanstva o stanovništvu i vjerskom stanju. Zabilježio je pri prolasku središnjim dijelom zemlje da je naišao samo na pojedinačne slučajeve prelaženja na islam i to samo kod u mladih i "lakomislenih" osoba. Za većinsko stanovništvo "donje Bosne" dosljedno i bez ikakva dvoumljenja spomenuo je samo katolike i pravoslavne. Pravoslavne naziva kršćanima "sv. Pavla". U nekih se pisaca taj izraz pogrešno izjednačio s imenom dualističkih heretika pavlikijana odnosno bogumila. K tome ne spominje nikakve druge kršćane osim tih dviju kršćanskih konfesija, odnosno nigdje nije sreo pripadnika lokalne heretičke "Crkve bosanske" tj. krstjana, premda ih kasniji turski defteri spominju. Za katolike Kuripešić piše da su u Bosni od starina, a pravoslavni da su došljaci iz "Beograda i Smedereva", tj. tadašnjega Smederevskog pašaluka.
Kuripečićevo je djelo reizdano i prevedeno 1950. godine.
Napisao je Ein Disputation : oder Gesprech zwayr Stalbuben : am Hof des türkischen Sultans 1530 .über Gebräuche, Glauben, Heerwesen, politik der Türkei und ihr Verhältnis zum Deutschen Reich.

## Vanjske poveznice
- Magyar Elektronikus Könyvtár - MEK-03445 Benedikt Kuripečić: Wegraysz Keyserlicher Maiestat Legation im 32. Jar zu dem Türcken geschickt, wie ... sie hinein und ... herauss komen ist, pdf
- Metelgrad